# Franz Pichler-Mandorf

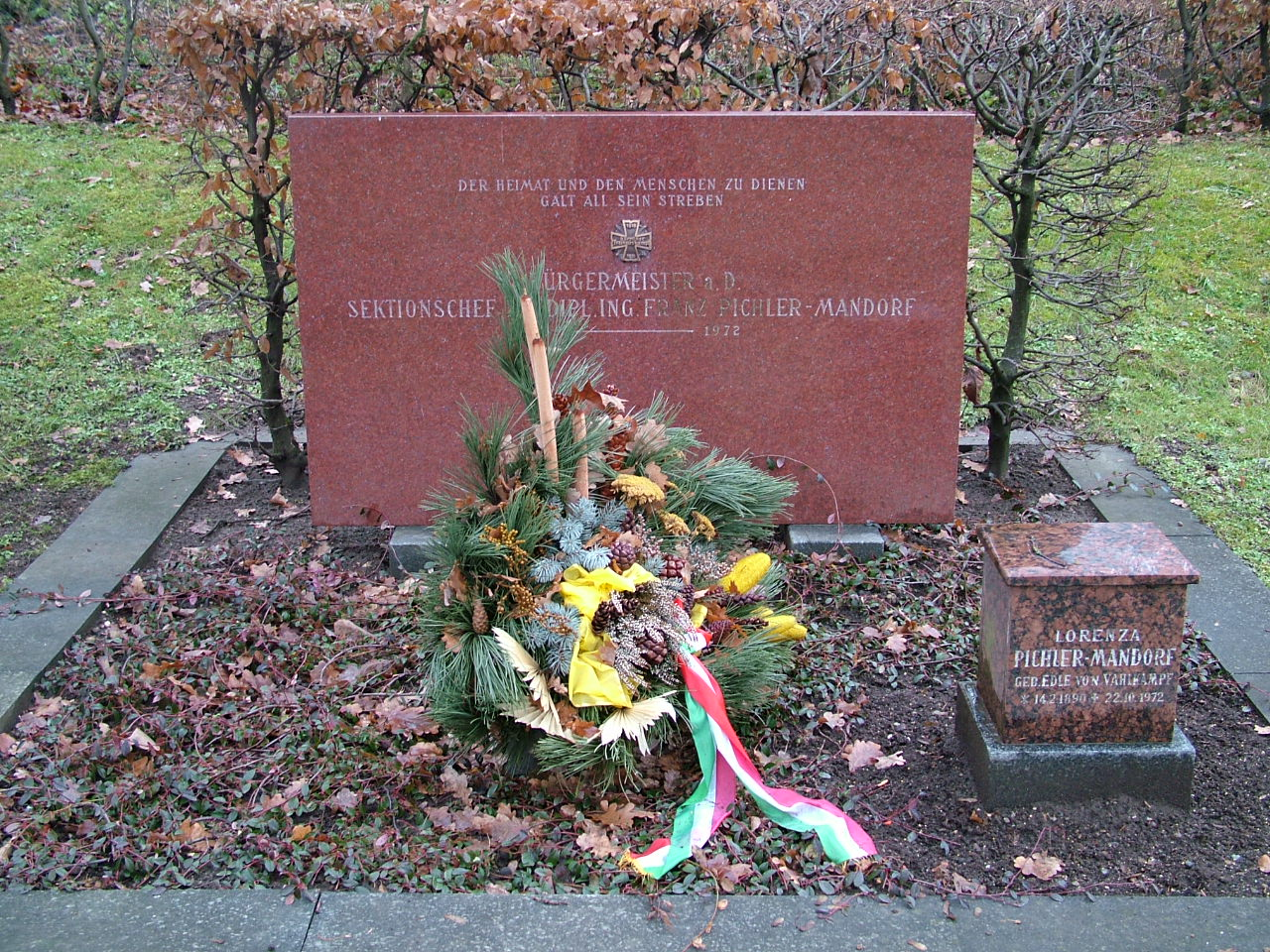
Grab von Franz Pichler-Mandorf in Annabichl

Franz Pichler-Mandorf (* 5. April 1885 in Kötschach-Mauthen; † 7. Juli 1972 in Klosterneuburg) war ein österreichischer Politiker (Sozialdemokratische Partei Österreichs) und Bürgermeister der Kärntner Landeshauptstadt Klagenfurt.

## Leben
Pichler-Mandorf wurde im Gailtal als Sohn des Besitzers von Schloss Mandorf geboren. Er besuchte die Mittelschule in Klagenfurt und Laibach und absolvierte danach die Technische Hochschule Graz, die er als Bauingenieur abschloss. Anschließend war er in Graz im Postdienst und wurde 1913 nach Klagenfurt versetzt. Von 1914 bis 1918 diente er im Ersten Weltkrieg als Offizier an der Front, arbeitete danach ab 1919 wieder im Postdienst und wurde als Sozialdemokrat Mitglied der provisorischen Landesregierung. Zusammen mit Vinzenz Schumy und Karl Reinprecht war er während des Kärntner Abwehrkampfes Vorstand des damaligen Kärntner Heimatdienstes. 1920 wurde er Gemeinderat, 1921 Vizebürgermeister und 1931 Bürgermeister der Stadt Klagenfurt.
Seine Amtszeit war geprägt von schweren politischen Zeiten, Arbeitslosigkeit und Armut in der Bevölkerung. Die vom nationalsozialistischen Deutschen Reich verhängte Tausend-Mark-Sperre brachte den Fremdenverkehr in Kärnten zum Erliegen. 1931 fand in Klagenfurt die erste Warenmusterschau statt, aus der sich später die Holzmesse entwickelte. 1932 wurde das Stadttheater geschlossen und 1933 die Kärntner Landesgalerie (heute Museum Moderner Kunst Kärnten) eröffnet. Nach Auflösung des österreichischen Parlaments unter der Regierung von Engelbert Dollfuß und der Einführung der autoritären Maiverfassung wurden alle politischen Parteien verboten, sowie die gewählten Bürgermeister enthoben und durch neue, der austrofaschistischen Bundesregierung treue, ersetzt. Pichler-Mandorf wurde im Zuge des Bürgerkrieges im Februar 1934 abgesetzt und inhaftiert.
1935 wurde er Oberbaurat im Verkehrsministerium, aber 1938, nach dem „Anschluss“ Österreichs an das Deutsche Reich, erneut aus politischen Gründen seines Amtes enthoben. Nach dem Krieg war er ab 1945 im Ministerium für Wiederaufbau beschäftigt und wurde 1952 Sektionschef. Er leitete vor allem den Wiederaufbau des Burgtheaters und der Staatsoper in Wien. 1960 trat er in den Ruhestand.
Pichler-Mandorf verstarb am 7. Juli 1972 in Klosterneuburg und wurde auf dem Zentralfriedhof Annabichl in Klagenfurt in Ehrengrab Nr. 2 neben dem Friedhofskreuz bestattet. Er war mit Lorenza Edle von Vahlkampf (1890–1972) verheiratet.

## Belege
- Eduard Skudnigg: Die freigewählten Bürgermeister von Klagenfurt. In: Gotbert Moro (Hrsg.): Die Landeshauptstadt Klagenfurt. Aus ihrer Vergangenheit und Gegenwart. Band 2. Klagenfurt 1970, S. 315.
- Bürgermeister seit 1850 auf der Website der Stadt Klagenfurt

| Vorgänger             | Amt                                    | Nachfolger |
| --------------------- | -------------------------------------- | ---------- |
| Adolf Heinrich Bercht | Bürgermeister von Klagenfurt 1931–1934 | Adolf Wolf |

| Personendaten    | Personendaten              |
| ---------------- | -------------------------- |
| NAME             | Pichler-Mandorf, Franz     |
| KURZBESCHREIBUNG | österreichischer Politiker |
| GEBURTSDATUM     | 5. April 1885              |
| GEBURTSORT       | Kötschach-Mauthen          |
| STERBEDATUM      | 7. Juli 1972               |
| STERBEORT        | Klosterneuburg             |